# اسپیرزویل (ایندیانا)
اسپیرزویل (به انگلیسی: Spearsville) یک منطقهٔ مسکونی در ایالات متحده آمریکا است که در شهرستان براون، ایندیانا واقع شده‌است. اسپیرزویل ۲۹۴٫۱۴ متر بالاتر از سطح دریا واقع شده‌است.